# محمدعلی الطاهر
محمدعلی طاهر (عربی: محمد علی الطاهر)؛ (زاده: ۱۸۹۶) نویسنده و روزنامه‌نگار فلسطینی معروف به ابا الحسن در نابلس زاده شد و تحصیلاتش را در زادگاهش به اتمام رساند. وی با روزنامه‌های مختلفی کار می‌کرد از جمله روزنامه‌های «جوان عرب»، روزنامه جنوب سوریه. او مدتی رئیس اداره پست و تلگراف در نابلس بود و سپس در سال ۱۹۲۰ به قاهره منتقل شد و جزو اولین روزنامه‌نگارانی بود که نسبت به طرح انگلستان برای تأسیس دولت یهود هشدار داد.

## فعالیت‌ها
محمدعلی طاهر روزنامه «شورا» را در سال ۱۹۲۴ تأسیس کرد که یکی از معروف‌ترین روزنامه‌های عربی در ابتدای قرن بیستم بود. شورا یک روزنامه سیاسی و خاص موضوعات فلسطین، سوریه، لبنان و شرق اردن بود. این روزنامه به دلیل سیاستی که دنبال می‌کرد در کشورهای عربی ممنوع گردید.

## دستگیری
طاهر ۴ بار دستگیر شد و علت اصلی این دستگیری‌ها نیز نقطه نظرات ضد استعماری او بود. اولین بار در سال ۱۹۱۵ دستگیر و دو سال زندانی شد. بار دوم در سال ۱۹۲۵ و سومین بار در سال ۱۹۴۰ دستگیر گردید که موفق به فرار شد تا این که مورد عفو قرار گرفت؛ و آخرین دستگیری وی در سال ۱۹۴۹ در قاهره بود.

## درگذشت
محمدعلی طاهر سرانجام در ۲۲ اوت ۱۹۷۴ وفات یافت و به همین مناسبت حبیب بورقیبه رئیس‌جمهور وقت تونس پیام تسلیتی با خط خودش نوشته و برای خانواده او فرستاد.